# Robert Simms (chính khách)
Robert Andrew Simms (sinh ngày 26 tháng 3 năm 1984) là một chính khách người Úc và là Ủy viên Hội đồng Khu vực của Thành phố Adelaide.
Ban đầu được bầu làm ủy viên hội đồng Adelaide vào năm 2014, ông từ chức vào ngày 8 tháng 9 năm 2015 để lấp đầy chỗ trống do Penny Wright từ chức Thượng viện. Ông đã được bầu lại vào Thành phố Adelaide vào năm 2018.
Ông đã làm việc trong lĩnh vực cộng đồng với tư cách là người ủng hộ chính sách, phục vụ trong hội đồng quản trị của một số tổ chức cộng đồng bao gồm Hội đồng các vấn đề thanh niên và Hội đồng AIDS của Nam Úc, và làm việc trong một thời gian ngắn với tư cách là một nhà báo phát thanh. Ông cũng là một nhà văn tự do và sống ở Adelaide.
Ông có bằng Cử nhân Luật và Thực hành Pháp lý (Danh dự), Cử nhân Văn học (chuyên ngành chính trị và xã hội học) và Chứng chỉ Tốt nghiệp Báo chí. Năm 2008, ông được nhận vào Tòa án Tối cao Nam Úc với tư cách Barrister và Solicitor. Tính đến  năm 2015 Simms đã theo học bằng Tiến sĩ triết học chính trị tại Đại học Flinders, nơi ông cũng đã giảng dạy trong khoa chính trị.

## Sự nghiệp thượng viện
Simms là thành viên đảng Xanh của Thượng viện, đại diện cho bang Nam Úc, từ ngày 22 tháng 9 năm 2015 cho đến khi thất bại tại cuộc bầu cử năm 2016. Cho đến khi James Paterson được bổ nhiệm vào Thượng viện vào tháng 3 năm 2016, ông là thượng nghị sĩ trẻ nhất phục vụ và là nghị sĩ trẻ thứ hai tại nhiệm (sau Wyatt Roy).
Trước đó, ông là ứng cử viên cho đảng Xanh tại Enfield tại cuộc bầu cử tiểu bang năm 2010 và Adelaide trong cuộc bầu cử tiểu bang năm 2014. Năm 2015, ông là đồng triệu tập của SA Greens. Ông lại là ứng cử viên của đảng Greens cho Adelaide tại cuộc bầu cử tiểu bang năm 2018, và nhận được 12,6% số phiếu ưu tiên đầu tiên (thứ ba trong số bốn ứng cử viên).
Với tư cách là một thượng nghị sĩ, Simms là người phát ngôn của quốc hội Greens về giáo dục đại học, quyền LGBT và bình đẳng hôn nhân — các danh mục đầu tư trước đây do các Thượng nghị sĩ Lee Rhiannon và Janet Rice nắm giữ.
Simms là một trong năm thành viên LGBTI công khai trong Quốc hội Úc và ủng hộ bình đẳng hôn nhân ở Úc.